# Josef Stránský
Josef Stránský (ur. 9 września 1872 w Humpolcu, zm. 6 marca 1936 w Nowym Jorku) – czeski dyrygent, kompozytor oraz marszand i kolekcjoner sztuki; od 1911 działał w USA.

## Życiorys
Studiował medycynę w Pradze i Lipsku, uzyskując dyplom w Pradze w 1896. Jednocześnie uczył się muzyki u Salomona Jadassohna, Zdenka Fibicha, Roberta Fuchsa, Antona Brucknera i Antonína Dvořáka.
W 1903 został pierwszym dyrygentem Opery w Hamburgu, a w 1910 był związany z berlińską Blüthner Orchestra.
W 1911 wyjechał do Stanów Zjednoczonych i objął po Gustavie Mahlerze stanowisko dyrektora muzycznego i pierwszego dyrygenta Filharmonii Nowojorskiej. Zgodnie z oczekiwaniami w repertuarze Filharmonii pojawiła się pokaźna liczba kompozycji Wagnera, Liszta i Dvořáka, a także Bacha, Haydna, Mozarta i Beethovena, a podczas I wojny światowej także kompozytorzy angielscy, rosyjscy i francuscy. Stránský bardziej niż jego poprzednicy promował muzykę kompozytorów amerykańskich (George’a Chadwicka, Arthura Foote’a, Edwarda MacDowella, Johna Knowlesa Paine’a i Johna Sousy) oraz współczesnych kompozytorów europejskich, takich jak Ottorino Respighi, Jean Sibelius, Gustav Mahler czy Arnold Schönberg.
W 1923 zrezygnował z prowadzenia Filharmonii Nowojorskiej. Przez rok dyrygował jeszcze nowo powstałą State Symphony Orchestra of New York, ale ostatecznie odszedł od muzyki i zajął się rynkiem sztuki. Jego dorobek kompozytorski obejmuje pieśni, utwory orkiestrowe i inne instrumentalne oraz operetkę Der General.
W 1924 został marszandem i partnerem nowojorskiej galerii sztuki E. Gimpel & Wildenstein (od 1933 Wildenstein & Company); specjalizował się w różowym okresie twórczości Picassa. Był też kolekcjonerem, zgromadził prywatną kolekcję dzieł sztuki, obejmującą prace ponad 50 głównych impresjonistów i postimpresjonistów, takich jak Picasso, Van Gogh, Gauguin, Renoir, Monet, Manet, Degas, Cézanne, Matisse, Seurat, Toulouse-Lautrec, Pissarro, Sisley, Derain, Boudin, Modigliani, Vuillard, Utrillo, Vlaminck, Laurencin, Rouault oraz malarzy wcześniejszych okresów: Delacroix, Ingres, Corot, Courbet, Daumier, Fantin-Latour i innych. Posiadał również dużą kolekcję obrazów dawnych mistrzów i był uznanym autorytetem w dziedzinie ich twórczości.